# Luck of the Draw
Luck of the Draw é um álbum de Bonnie Raitt, lançado em 1991.